# Пороховой погреб (Азов)
Пороховой погреб — памятник военно-инженерного искусства XVIII века в городе Азов Ростовской области. Расположен на улице Лермонтова, дом 6. Является одним из объектов Азовского музея-заповедника. Памятник культуры федерального значения.

## История

Диорама «Взятие турецкой крепости Азов войсками Петра I в 1696 г.»

Первый в Азове пороховой погреб — деревянное здание для хранения пороха, был построен в 1770 году. Внутри погреба были сделаны нары, на которые укладывали бочки с порохом. Деревянный погреб прослужил до 1797 года, после чего из-за ветхости был разобран.
На месте деревянного погреба в бастионе Святой Анны в 1799 году был построен кирпичный погреб. Кирпичный погреб строился по проекту инженера Антония де Лаваля. Высота построенного погреба с двойными стенами полутораметровой толщины составила 12 метров, а глубина — 5 метров, вместимость — 60 тонн. Верхний свод здания был в три слоя вперемешку залит смолой и обложен глиной, покрыт также слоями дерна. Такая конструкция обеспечивала амортизацию при взрыве, который мог произойти при попадании на погреб снаряда.
Кирпич для строительства изготавливали в Азове, используя блоки из ракушечника для обустройства фундамента. Блоки использовали также для облицовки здания.
Пороховых погребов в Азовской крепости было сооружено четыре. Они размещались в бастионе св. Петра, в Полугарном бастионе, около Алексеевских ворот, в бастионе Святой Анны. Первые три погреба не сохранились к настоящему времени. Но и Пороховой погреб в бастионе Святой Анны в 1806 году был перестроен в артиллерийскую военную кладовую (цейхгауз).
После перестройки в здании разобрали стеллажи, было сооружено междуэтажное перекрытие. В результате этого погреб разделился на 2 этажа.
С 1810 года Азовская крепость постепенно приходила в упадок. В XIX веке погреб был засыпан землей по самую крышу.
В XIX — начале XX века в Пороховом погребе заготавливали на лето лёд и хранили продукты.
В 1967 году в Азове был открыт музей «Пороховой погреб». В экспозиция музея открыта историческая диорама художника Арсения Чернышова «Взятие турецкой крепости Азов войсками Петра I в 1696 г.», работает выставка сооружений для хранения артиллерийского арсенала, представлены материалы по истории огнестрельного оружия.
Во дворе музея сооружена модель кургана, на которой установлены половецкие каменные изваяния, около здания стоит русская пушка, отлитая в конце XVII века.

## Галерея

Экспонаты музея
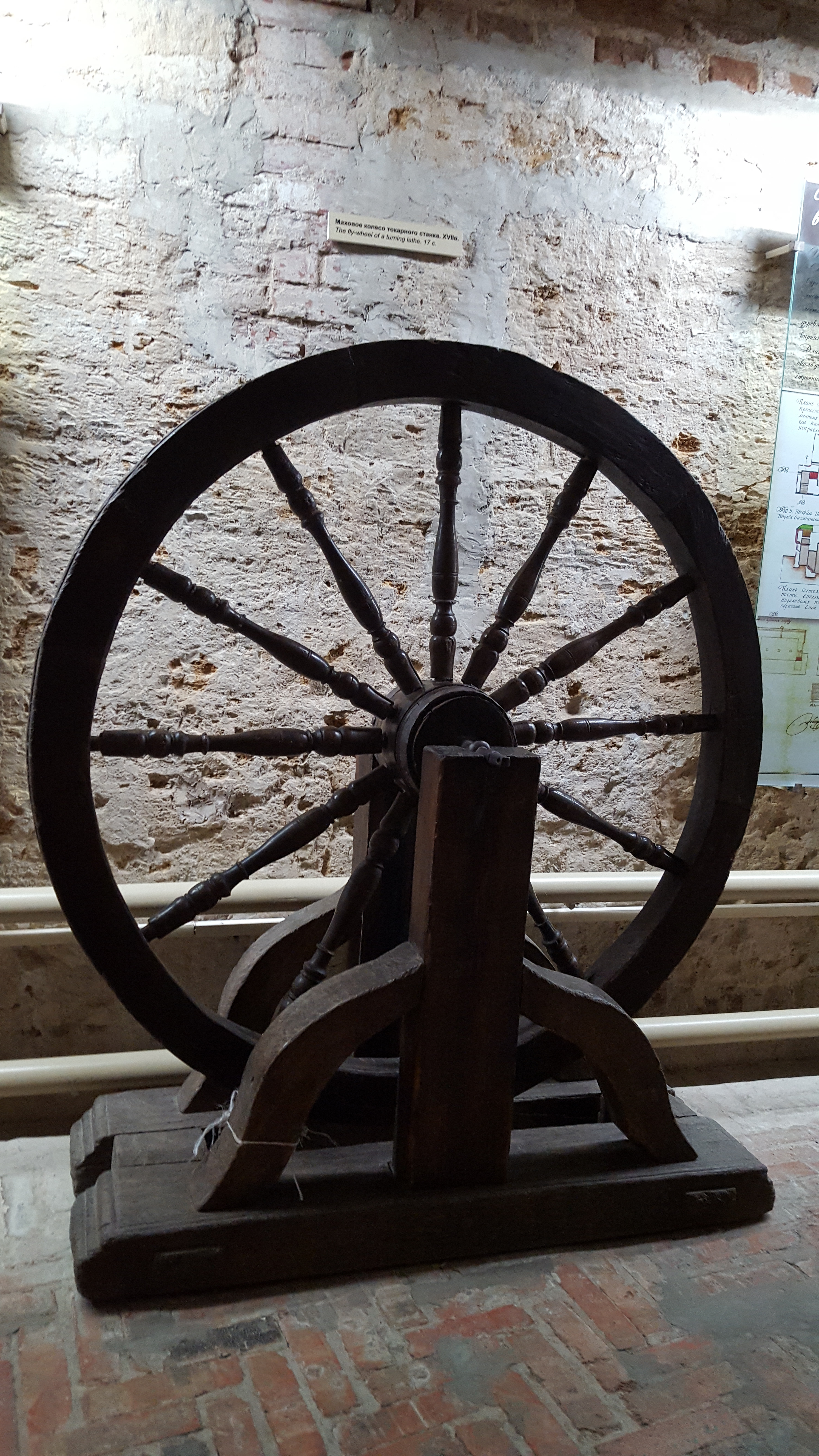
Маховое колесо токарного станка XVII века
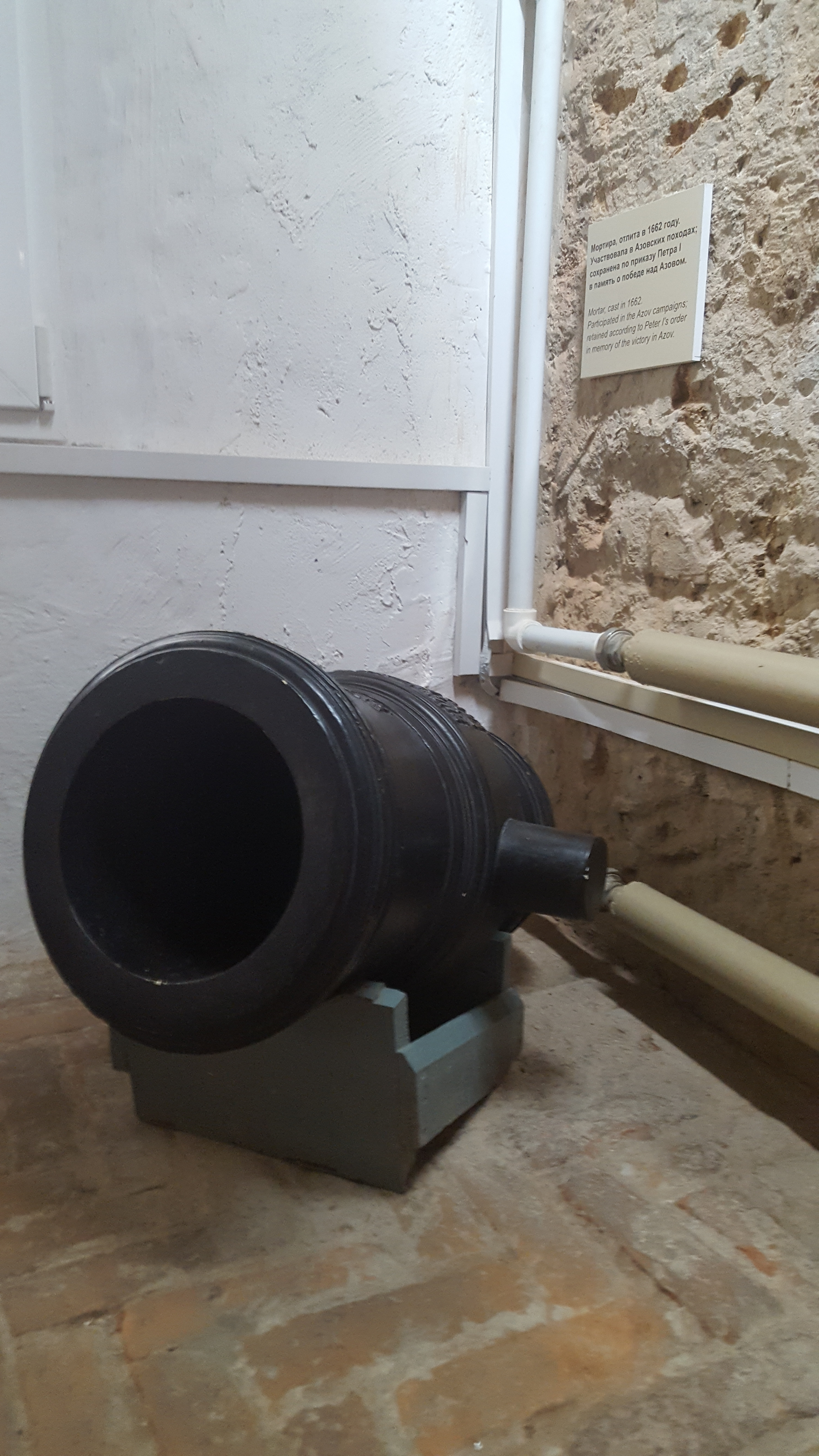
Мортира, участвовавшая в Азовских походах
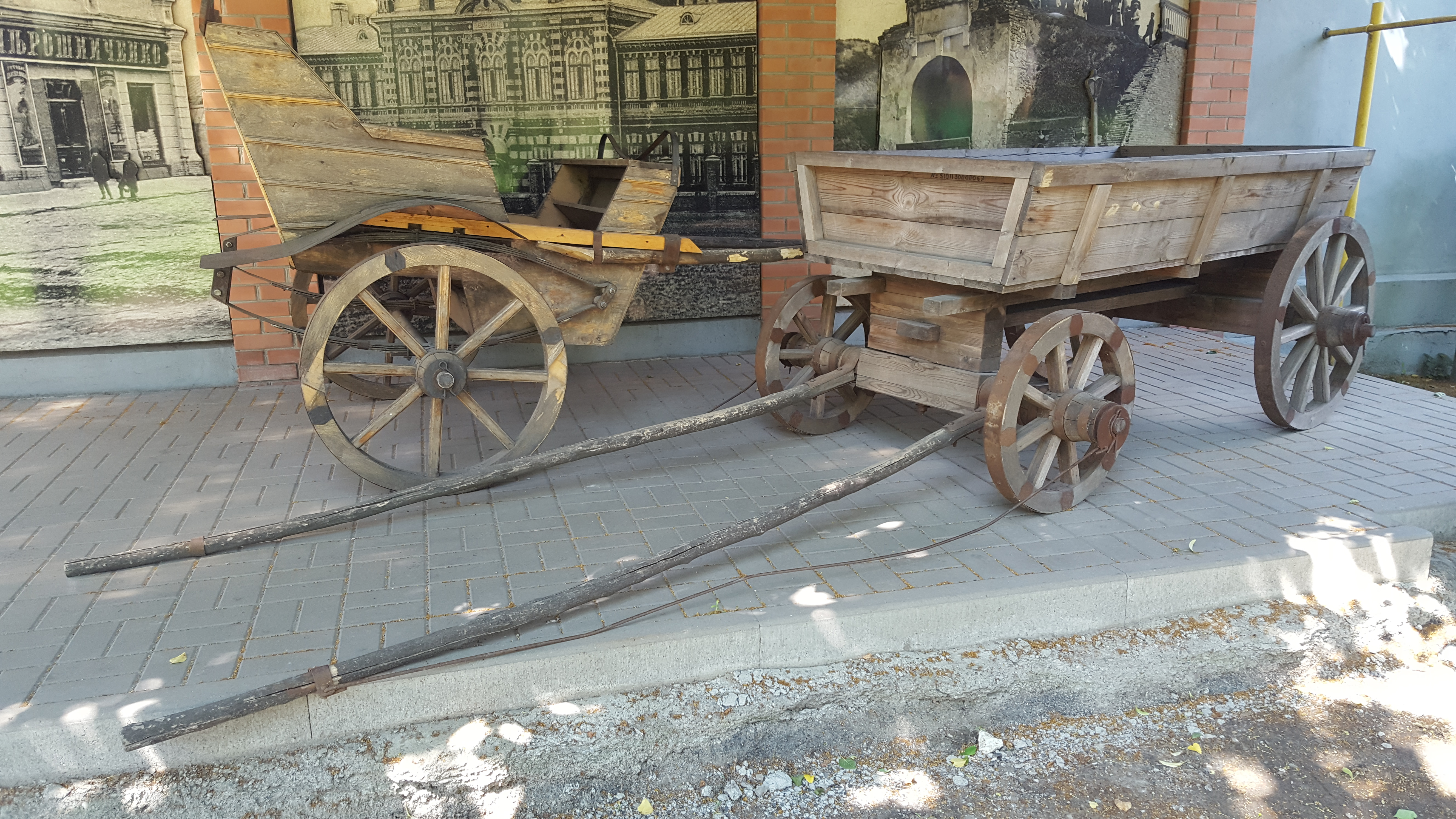